# Eros Pisano
Eros Pisano (* 31. März 1987 in Busto Arsizio) ist ein italienischer Fußballspieler.

## Karriere
Pisano entstammt der Jugend der AS Varese 1910 und wurde 2004 in den Profikader übernommen. Von 2007 bis 2008 war er an die AC Pisa 1909 ausgeliehen, ansonsten spielte er durchgängig bei Varese. Insgesamt absolvierte er 154 Ligapartien und erzielte 13 Tore. 2011 schloss er sich dann der US Palermo an und spielte bis zum Januar 2013 dort. Die Rückrunde der Saison 2012/13 absolvierte er auf Leihbasis beim CFC Genua. Mitte 2013 kehrte er zu Palermo zurück und schaffte 2013/14 den Aufstieg in die Serie A, da man vorzeitig Meister der zweiten Liga wurde.

## Erfolge
- Italienischer Zweitligameister: 2013/14